# 四季之歌
《四季之歌》（日语：／ Shiki no uta）是日本词作家荒木丰久根据日本传统民歌曲调，于1972年所创作的一首歌曲，由芹洋子首唱后，在日本广为流传。该曲共分四节，每节四句，描述一个季节，并将之拟人化，将春季比作朋友、夏季比作父亲、秋季比作爱人、冬季比作母亲。

## 创作简介
作者荒木丰久有一次因为滑雪受伤而住院治疗，护士们对他进行了精心的照料。感激之余，就谱曲了几首歌送给她们，其中一首不胫而走、传遍日本，就是这首《四季歌》 。歌曲是两小节为一个分句，总共是八小节四个分句。

## 翻唱
韩国音乐组合高耀太在其《花火》（韓語：불꽃，puɭk͈o̞t̚ ）一曲中将四季歌进行了翻唱。